# Marcel Allain
Paul Marie Edmond Marcel Allain (15. září 1885, Paříž – 25. srpna 1969, Saint-Germain-en-Laye) byl francouzský spisovatel a novinář proslulý sérií románů o geniálním, tajuplném a hrůzu budícím zločinci Fantomasovi, kterou vytvořil společně s Pierrem Souvestrem.

## Život
Narodil se v pařížské měšťanské rodině jako syn právníka. Roku 1903 získal bakalářský titul na prestižním Lycée Janson de Sailly, pak začal studovat právo a pracoval jako úředník u soudu, ale od roku 1906 se živil jako novinář.
Roku 1907 se stal asistentem novináře Pierra Souvestra, který byl v té době již dobře znám v pařížských společenských kruzích. Společně pak vydali detektivní romány Le Rour (1909), La Royalda (1910) a L'Empreinte (1910), ve kterých se poprvé objevily postavy vyšetřujícího soudce Germaina Fuseliera, novináře Fandora a komisaře Juveho, kteří se později stali hrdiny cyklu o Fantomasovi. Ten vznikl na objednávku nakladatelství Fayard a jeho první díl Fantomas (Fantômas) vyšel v únoru roku 1911. Do konce roku 1913 pak vyšlo dalších třicet jedna pokračování. Démonizovaný zloduch vzbudil jako zosobnění zla živý zájem surrealistů.
Společně se Souvestrem napsal ještě další dva románové cykly, po Souvestrově smrti pokračoval sám ve psaní knih o Fantomasovi a vydal o něm dalších jedenáct dílů. Kromě toho vytvořil ještě několik dalších cyklů, které však již nedosáhly Fantomasovy popularity.
Roku 1926 se oženil s Henriettou Kitslerovou, bývalou Souvestrovou přítelkní, a začal žít v Saint-Germain-en-Laye. Zemřel roku 1969 a za svůj život napsal více než 400 titulů.

## Dílo

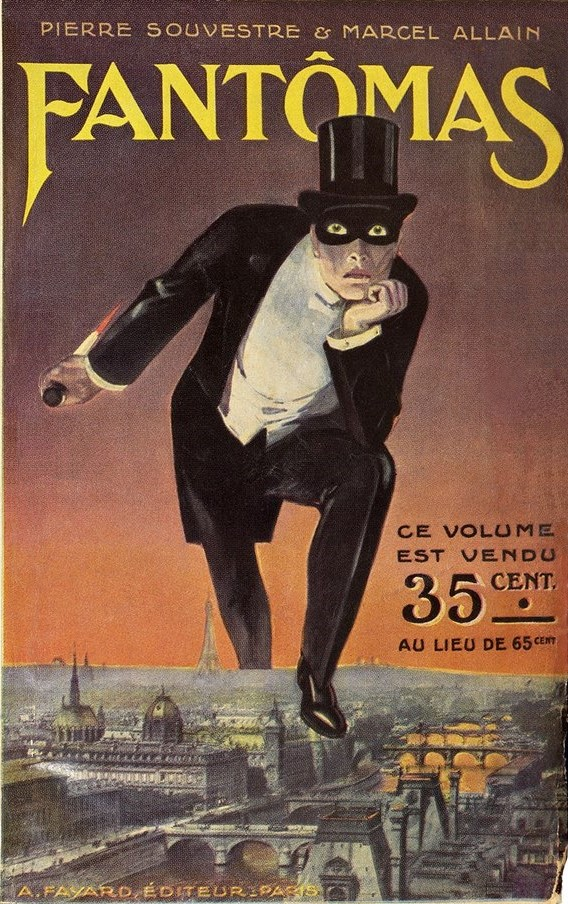
Obálka vydání prvního dílu Fantomase z roku 1911.

### Fantomas
O geniálním, tajuplném a hrůzu budícím zločinci Fantomasovi (francouzsky Fantômas) napsal v letech 1911–1913 Marcel Allain společně s Pierrem Souvestrem třicet dva dílů. V letech 1925–1963 pak sám doplnil dalších jedenáct dílů.

### Ostatní
- Le Rour (1909), detektivní román, společně s Pierrem Souvestrem.
- La Royalda (1910), detektivní román, společně s Pierrem Souvestrem.
- L'Empreinte (1910), detektivní román, společně s Pierrem Souvestrem.
- Naz en l'air (1912–1913, patnáct dílů), společně s Pierrem Souvestrem.[5]
- Titi le Moblot (1913–1914, pět dílů), společně s Pierrem Souvestrem.[5]
- Zizi le tueur de boches (1917).[2]
- Femmes de proie (1921, pět dílů).[2]
- Les parias de l'amour (1922, čtyři díly).[2]
- Les Cris de la misère humaine (1924–1925, dva díly).[2]
- Tigris (1928–1930, dvacet šest dílů), cyklus o super zločinci a mistrovi převleků.[6]
- Fatala (1930–1931, dvacet dva dílů), cyklus o ženě, která je zločincem Fantomasova typu.[6]
- Miss Téria (1931, dvanáct dílů), cyklus o jednom z nejlepších agentů Jejího veličenstva s kódovým označením Miss Téria.[6]
- Férocias (1936, dva díly), román o zločin, který pronikne do řad policie, vydírá francouzskou vládu o miliardu franků a odkazuje se na svého předchůdce Famtomase.[6]
- Monsieur Personne (1936), román.

## Filmové adaptace
Filmové adaptace Fantomase jsou uvedeny v článku týkajícího se tohoto románového cyklu.
- Les parias de l'amour  (1922), francouzský němý film, režie Paul Garbagni.
- Monsieur Personne (1936), francouzský film, režie Christian-Jaque